# Ślemień (gromada)
Ślemień – dawna gromada, czyli najmniejsza jednostka podziału terytorialnego Polskiej Rzeczypospolitej Ludowej w latach 1954–1972.
Gromady, z gromadzkimi radami narodowymi (GRN) jako organami władzy najniższego stopnia na wsi, funkcjonowały od reformy reorganizującej administrację wiejską przeprowadzonej jesienią 1954 do momentu ich zniesienia z dniem 1 stycznia 1973, tym samym wypierając organizację gminną w latach 1954–1972.
Gromadę Ślemień z siedzibą GRN w Ślemieniu utworzono – jako jedną z 8759 gromad na obszarze Polski – w powiecie żywieckim w woj. krakowskim, na mocy uchwały nr 32/IV/54 WRN w Krakowie z dnia 6 października 1954. W skład jednostki weszły obszary dotychczasowych gromad Ślemień, Kocoń i Las ze zniesionej gminy Ślemień w tymże powiecie. Dla gromady ustalono 27 członków gromadzkiej rady narodowej.
29 marca 1956 do gromady Ślemień przyłączono przysiółek Skolarówka z gromady Kocierz.
Gromada przetrwała do końca 1972 roku, czyli do kolejnej reformy gminnej. 1 stycznia 1973 reaktywowano gminę Ślemień.
Zobacz też: gmina Gilowice-Ślemień